# Wanda Gág
Wanda Hazel Gág (ur. 11 marca 1893 w New Ulm w stanie Minnesota, zm. 27 czerwca 1946 w Nowym Jorku) – amerykańska rysowniczka, pisarka, tłumaczka i ilustratorka.
Najbardziej znaną jej książką dla dzieci są Miliony kotów, którą napisała i zilustrowała. Za tę pozycję zdobyła Newbery Honor Award (1929) i Lewis Carroll Shelf Award (1958). Miliony kotów jest najstarszą amerykańską książką z obrazkami, która wciąż jest wydawana. Jej książka The ABC Bunny również otrzymała Newbery Honor Award (1934), a Snow White and the Seven Dwarfs / Królewna Śnieżka i siedmiu krasnoludków oraz Nothing at All zdobyły Caldecott Honor Award (1939, 1942). W 1940 wydała dziennik z lat 1908–1917, który zostały opublikowany pt. Growing Pains: Diaries and Drawings for the Years 1908–1917.

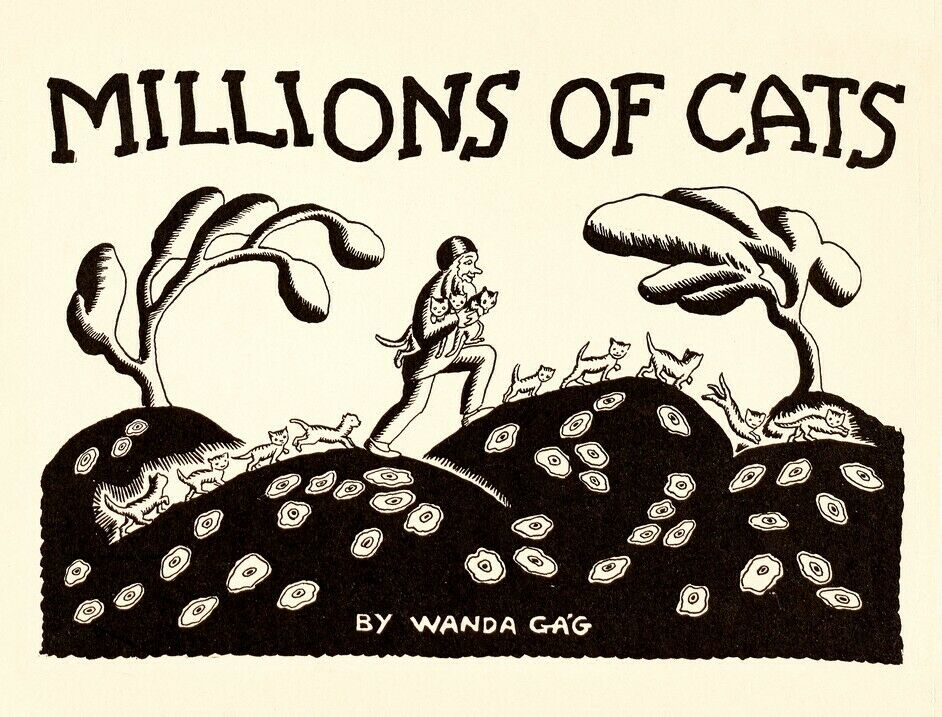
Okładka Milionów kotów